# Lo sceriffo del sud
Lo sceriffo del sud (Cade's County) è una serie televisiva statunitense in 24 episodi trasmessi per la prima volta nel corso di una sola stagione dal 1971 al 1972.

## Trama
Sam Cade è lo sceriffo della località fittizia di Madrid County, una zona desertica vasta e scarsamente popolata, apparentemente situata nell'entroterra del West americano.

## Personaggi
- Sam Cade (24 episodi, 1971-1972), interpretato da	Glenn Ford.
- J.J. Jackson (24 episodi, 1971-1972), interpretato da	Edgar Buchanan.
- Arlo Pritchard (24 episodi, 1971-1972), interpretato da	Taylor Lacher.
- Pete (24 episodi, 1971-1972), interpretato da	Peter Ford.
- dottor Ganby (4 episodi, 1971-1972), interpretato da	Barney Phillips.
- Rudy Davillo (2 episodi, 1971-1972), interpretato da	Victor Campos.
- Neh-esh-zhay (2 episodi, 1972), interpretato da	Pedro Regas.
- procuratore distrettuale Forbes (2 episodi, 1971-1972), interpretato da	Mike Road.
- Joannie Little (2 episodi, 1971), interpretata da	Sandra Ego.
- Papa Segovia (2 episodi, 1971), interpretato da	Julian Rivero.
- Melanie (2 episodi, 1972), interpretata da	Jill Banner.
- David Aguilas (2 episodi, 1972), interpretato da	Dehl Berti.
- Willie Ball (2 episodi, 1972), interpretato da	Tony Bill.
- Patrick (2 episodi, 1972), interpretato da	Bernie Casey.

## Produzione
La serie fu prodotta da 20th Century Fox Television e David Gerber Productions

### Registi
Tra i registi della serie sono accreditati:
- Marvin J. Chomsky (3 episodi, 1971-1972)
- Robert Day (3 episodi, 1971-1972)
- Richard Donner (3 episodi, 1971-1972)
- Irving J. Moore (3 episodi, 1971-1972)
- Alf Kjellin (2 episodi, 1971-1972)
- Lee Madden (2 episodi, 1972)

## Distribuzione
La serie fu trasmessa negli Stati Uniti dal 1971 al 1972 sulla rete televisiva CBS. 
In Italia è stata trasmessa con il titolo Lo sceriffo del sud.
Alcune delle uscite internazionali sono state:
- negli Stati Uniti il 19 settembre 1971 (Cade's County)
- nel Regno Unito il 1º marzo 1972
- in Francia il 28 settembre 1972 (Sam Cade)
- nei Paesi Bassi il 30 settembre 1972
- in Belgio il 28 ottobre 1972
- in Germania Ovest il 15 dicembre 1972 (Sheriff Cade)
- in Spagna (Sam Cade)
- in Italia (Lo sceriffo del sud)

## Episodi
| Stagione       | Episodi | Prima TV USA |
| -------------- | ------- | ------------ |
| Prima stagione | 24      | 1971-1972    |